# Kučín, Bardejov
Kučín este o comună slovacă, aflată în districtul Bardejov din regiunea Prešov. Localitatea se află la altitudinea de 207 m deasupra n.m., se întinde pe o suprafață de 7,19 km2 și în 2017 număra 328 de locuitori.

## Istoric
Localitatea Kučín este atestată documentar din 1315.

## Demografie
| An:                | 1994 | 2004   | 2014   | 2024   |
| ------------------ | ---- | ------ | ------ | ------ |
| Număr de persoane: | 322  | 319    | 324    | 327    |
| Diferență:         |      | −0,93% | +1,56% | +0,92% |

| An:                | 2023 | 2024   |
| ------------------ | ---- | ------ |
| Număr de persoane: | 324  | 327    |
| Diferență:         |      | +0,92% |